# Liga Santiagueña de Fútbol
La Liga Santiagueña de Fútbol es una liga regional de fútbol de Argentina que nuclea a varios equipos de distintas ciudades de Santiago del Estero, actualmente participan en ella 21 equipos de Primera división y Sub-21. Otorga en su torneo dos plaza al Torneo Regional Federal Amateur a los campeones de Copa de Plata y Copa de Oro.
La selección de la liga fue el primer equipo del interior del país en obtener el Campeonato Argentino, en 1928. Luego lo volvería a obtener en 1952, que lo clasificó a la Copa Ibarguren, donde compartiría el título con River Plate, luego de empatar 1 a 1.

## Historia
En 1907 se realizó el primer torneo de fútbol organizado por el intendente santiagueño Genaro Martínez Pita, en el que participaron el ya extinto Club Atlético Santiago y los clubes Gobernador Santillán, Cabral, La Banda, Luchador y General Paz, rigiéndose por el reglamento municipal confeccionado al efecto. El Atlético Santiago se consagró campeón y la fiesta de honor y entrega de la copa municipal se desarrolló en el teatro Cervantes en donde el intendente entregó el trofeo.
En 1915 se organizó la Liga Santiagueña de Fútbol, bajo la presidencia del Dr. Marcos Figueroa, con el propósito de nuclear a los clubes de Santiago y La Banda para organizar torneos entre ellos.
En 1917 la Liga se afilió a la Asociación Argentina de Football y cambió su nombre por el de Liga Santiagueña, con el propósito de adquirir una dimensión nacional.
En 1921 se creó la Asociación de Referees. Ambas creaciones muestran una temprana vocación por organizar este deporte que se expandía hacia todos los sectores sociales y congregaba la atención de propios y extraños, en particular de los hombres que se identificaban con el club de su barrio que les permitía disfrutar del ocio y de la sociabilidad que gestaban los partidos, además de generar identidades y pertenencias.
En 1926, el equipo representativo de la liga alcanzó las semifinales del Campeonato Nacional de Football de la Asociación Argentina.
En 1927 se produjo la fusión de las dos instituciones, la Liga Santiagueña y la Liga Cultural, unión que dio gran impulso al fútbol local. Había otros clubes que no figuran en estos clubes, pero que están entre los primeros clubes de fútbol santiagueño, tales como Club Sportivo Fernández (1917) y Club Atlético Independiente de Fernández (1919), Club Atlético Talleres de Frías (1919) y Club Atlético Icaño (1905), todos con cancha propia.
En Añatuya antes de la década del 30 tenía cuatro clubes: Talleres Central Norte (1918), Jorge Newbery, Club Atlético Unión, Club Atlético Añatuya, más la Escuela Dominical Añatuya (del Clero). Según este relevamiento, se pudieron identificar 27 clubes organizados en la provincia en 1923, casi todos con cancha propia, dos con tribunas y con un número interesante de asociados que participaban en las asambleas, pagaban cuotas y asistían a los partidos, sin contar el resto de los espectadores. La entidad más antigua que subsiste en la ciudad de Santiago del Estero es el Club Atlético Mitre, que se formó desvinculado de las estaciones ferroviarias.
El Club Atlético Mitre fue fundado el 2 de abril de 1907 por Francisco Igounet. Los orígenes para su creación surgieron de un partido amistoso entre los equipos denominados calles Mendoza y Mitre. El primero liderado por el Dr. José Castiglione y el segundo por el Dr. Humberto Palumbo. Ganó este último y en homenaje al General Bartolomé Mitre (ya que se reunían en una casa en dicha calle) se le puso el nombre de Club Atlético Mitre. Desaparecido el Club Atlético Santiago por la fusión con el Club Atlético Unión, Mitre pasó a ser la entidad más añeja. Los colores elegidos fueron el amarillo y el negro, a rayas verticales, en homenaje a Peñarol de Montevideo.
El 12 de octubre de 1928, mientras Hipólito Yrigoyen asumía su segunda presidencia, los "pelo duro", como los denominaban discriminatoriamente los diarios porteños a los jugadores santiagueños, conquistaron la Copa Presidente de la Nación en el Estadio Monumental.
En 1952, se realizó la vigesimosegunda edición de la Copa Doctor Carlos Ibarguren, un campeonato que se disputaba entre los campeones de la Copa Presidente de la Nación ante los equipos campeones de Primera División, la copa se disputó el 9 de julio de 1954 debido a inconvenientes organizativos, la Liga Cultural de Fútbol se enfrentó al Club Atlético River Plate, el partido se jugó en el Estadio Doctores José y Antonio Castiglione, donde empataron 1 a 1, pero que no se terminó de disputar luego del tiempo extra, debido a la falta de luz artificial. Al no encontrarse una fecha acorde para el desarrollo de los últimos minutos, el 29 de junio de 1955, la Asociación del Fútbol Argentino (AFA) decidió otorgarle el título a ambos equipos.
El 11 de diciembre de 2024, Central Cordoba se convirtió en el primer club de la liga en ganar una copa nacional, la Copa Argentina; por tal motivo, es el primer club de la liga que disputará la Copa Libertadores.

## Equipos participantes
| Equipo                             | Ciudad              | Departamento          | Estadio                             | Capacidad |
| ---------------------------------- | ------------------- | --------------------- | ----------------------------------- | --------- |
| Club Atlético Agua y Energía       | La Banda            | Banda                 | Artemio Iñiguez                     | 500       |
| Club Atlético Banfield             | La Banda            | Banda                 | Sin nombre                          | 300       |
| Club Atlético Clodomira            | Clodomira           | Banda                 | La Pajarera                         | 1.500     |
| Club Atlético Central Córdoba      | Santiago del Estero | Juan Francisco Borges | Alfredo Terrera                     | 23.500    |
| Club Atlético Forres               | Ingeniero Forres    | Robles                | Sin nombre                          | 500       |
| Club Atlético Defensores de Forres | Ingeniero Forres    | Robles                | Agustín Brue                        | 800       |
| Club Atlético Estudiantes          | Santiago del Estero | Juan Francisco Borges | Doctor Andrés Vergottini            | 2.000     |
| Club Atlético Güemes               | Santiago del Estero | Juan Francisco Borges | Arturo "Jiya" Miranda               | 15.000    |
| Club Atlético Independiente        | Beltrán             | Robles                | Sin nombre                          | 500       |
| Club Atlético Independiente        | Fernández           | Robles                | Luis Adolfo Galván                  | 2.500     |
| Club Atlético Mitre                | Santiago del Estero | Juan Francisco Borges | Doctores José y Antonio Castiglione | 21.000    |
| Club Atlético Sarmiento            | La Banda            | Banda                 | Ciudad de La Banda                  | 8.000     |
| Club Atlético Unión                | Beltrán             | Robles                | Sin nombre                          | 700       |
| Club Atlético Unión Santiago       | Santiago del Estero | Juan Francisco Borges | Roberto "Tito" Molinari             | 7.500     |
| Club Atlético Vélez Sarsfield      | San Ramón           | Banda                 | Juan Carlos Paz                     | 2.500     |
| Club Atlético Villa Unión          | La Banda            | Banda                 | La Curva                            | 1.300     |
| Club Central Argentino             | La Banda            | Banda                 | Doctor Osvaldo Juárez               | 6.000     |
| Club Comercio Central Unidos       | Santiago del Estero | Juan Francisco Borges | Raúl Adolfo Seijas                  | 2.500     |
| Club Sportivo Fernández            | Fernandez           | Robles                | Del Centenario                      | 1.500     |
| Instituto Deportivo Santiago       | Santiago del Estero | Juan Francisco Borges | Raúl Adolfo Seijas                  | 2.500     |
| Yanda Fútbol Club                  | Yanda               | Juan Francisco Borges | Sin nombre                          | Sin datos |

## Clásicos
| Clubes                   | Clubes               | Localidad           | Denominación                            |
| Equipo 1                 | Equipo 2             | Localidad           | Denominación                            |
| ------------------------ | -------------------- | ------------------- | --------------------------------------- |
| Atlético Santiago        | Mitre                | Santiago del Estero | Clásico histórico santiagueño (extinto) |
| Central Córdoba          | Mitre                | Santiago del Estero | Clásico santiagueño                     |
| Güemes                   | Mitre                | Santiago del Estero | Clásico santiagueño                     |
| Güemes                   | Unión Santiago       | Santiago del Estero | Clásico santiagueño                     |
| Central Córdoba          | Güemes               | Santiago del Estero | Clásico del oeste                       |
| Comercio Central Unidos  | Estudiantes          | Santiago del Estero | Clásico de Huaico Hondo                 |
| Sarmiento                | Central Argentino    | La Banda            | Clásico bandeño                         |
| Agua y Energía           | Villa Unión          | La Banda            | Clásico chico de La Banda               |
| Banfield                 | Villa Unión          | La Banda            | Clásico de Barrio de La Banda           |
| Sportivo Fernández       | Independiente        | Fernández           | Clásico fernandense                     |
| Atlético Forres          | Defensores de Forres | Ingeniero Forres    | Clásico de Forres                       |
| Independiente de Beltrán | Unión de Beltrán     | Beltrán             | Clásico de Beltrán                      |
| Sportivo Loreto          | Unión Obrera         | Loreto              | Clásico loretano                        |
| Almirante Brown          | Yanda FC             | Santiago del Estero | Clásico del sur santiagueño             |

## Campeones por año
| Edición | Campeón                                             |
| ------- | --------------------------------------------------- |
| 1906    | La Banda                                            |
| 1907    | Club Atlético Santiago                              |
| 1908    | Club Atlético Santiago                              |
| 1909    | La Banda                                            |
| 1910    | La Banda                                            |
| 1911    | Club Atlético Santiago                              |
| 1912    | Club Atlético Santiago                              |
| 1913    | Club Atlético Mitre                                 |
| 1914    | Club Atlético Santiago                              |
| 1915    | Club Atlético Santiago                              |
| 1916    | Club Atlético Mitre                                 |
| 1917    | Club Atlético Mitre                                 |
| 1918    | Club Atlético Santiago                              |
| 1919    | Club Central Argentino (LB)                         |
| 1920    | Club Atlético Sarmiento (LB)                        |
| 1921    | Club Atlético Mitre                                 |
| 1922    | Club Atlético Santiago                              |
| 1923    | Club Atlético Santiago                              |
| 1924    | Club Atlético Mitre                                 |
| 1925    | Club Atlético Santiago                              |
| 1926    | Club Atlético Mitre (Torneo Anual)                  |
| 1926    | Club Atlético Mitre (Torneo de Honor)               |
| 1927    | Club Atlético Mitre (Torneo Anual)                  |
| 1927    | Club Atlético Mitre (Torneo de Honor)               |
| 1928    | Club Atlético Mitre (Torneo Anual)                  |
| 1928    | Club Atlético Mitre (Torneo de Honor)               |
| 1929    | Club Atlético Santiago                              |
| 1930    | Club Atlético Unión                                 |
| 1931    | Club Central Argentino (LB)                         |
| 1932    | Club Atlético Mitre (Torneo Anual)                  |
| 1932    | Club Atlético Mitre (Torneo de Honor)               |
| 1933    | Club Atlético Unión                                 |
| 1934    | Club Atlético Sarmiento (LB)                        |
| 1935    | Club Atlético Mitre                                 |
| 1936    | Club Atlético Mitre (Torneo Anual)                  |
| 1937    | Club Atlético Sarmiento (LB)                        |
| 1938    | Club Comercio Central Unidos                        |
| 1939    | Club Comercio Central Unidos                        |
| 1940    | Club Comercio Central Unidos                        |
| 1941    | Club Central Argentino (LB)                         |
| 1942    | Club Atlético Estudiantes                           |
| 1943    | Club Central Argentino (LB)                         |
| 1944    | Club Atlético Estudiantes                           |
| 1945    | Club Atlético Central Córdoba                       |
| 1946    | Club Atlético Güemes (Torneo Anual)                 |
| 1947    | Club Atlético Sarmiento (LB)                        |
| 1948    | Club Atlético Güemes                                |
| 1949    | Club Atlético Estudiantes                           |
| 1950    | Club Atlético Unión                                 |
| 1951    | Club Atlético Estudiantes                           |
| 1952    | Club Atlético Estudiantes                           |
| 1953    | Club Central Argentino (LB)                         |
| 1954    | Club Atlético Santiago                              |
| 1955    | Club Atlético Güemes                                |
| 1956    | Club Atlético Mitre (Torneo de Honor)               |
| 1956    | Club Atlético Unión (Torneo Anual)                  |
| 1957    | Club Atlético Central Córdoba (Torneo de Honor)     |
| 1957    | Club Atlético Central Córdoba (Torneo Anual)        |
| 1958    | Club Atlético Estudiantes (Torneo de Honor)         |
| 1958    | Club Central Argentino (LB) (Torneo Anual)          |
| 1959    | Club Atlético Central Córdoba (Torneo de Honor)     |
| 1959    | Club Atlético Central Córdoba (Torneo Anual)        |
| 1960    | Club Atlético Central Córdoba (Torneo de Honor)     |
| 1960    | Club Atlético Central Córdoba (Torneo Anual)        |
| 1961    | Club Atlético Central Córdoba (Torneo de Honor)     |
| 1961    | Club Atlético Central Córdoba (Torneo Anual)        |
| 1962    | Club Atlético Mitre (Torneo de Honor)               |
| 1962    | Club Atlético Central Córdoba (Torneo Anual)        |
| 1963    | Club Atlético Central Córdoba (Torneo de Honor)     |
| 1963    | Club Atlético Central Córdoba (Torneo Anual)        |
| 1964    | Club Atlético Central Córdoba (Torneo de Honor)     |
| 1964    | Club Atlético Central Córdoba (Torneo Anual)        |
| 1965    | Club Atlético Central Córdoba (Torneo de Honor)     |
| 1965    | Club Atlético Central Córdoba (Torneo Anual)        |
| 1966    | Club Atlético Mitre (Torneo de Honor)               |
| 1966    | Club Atlético Mitre (Torneo Anual)                  |
| 1966    | Club Atlético Güemes (Torneo Anual)                 |
| 1967    | Club Atlético Sarmiento (LB) (Torneo de Honor)      |
| 1967    | Club Atlético Central Córdoba (Torneo Anual)        |
| 1968    | Club Atlético Sarmiento (LB) (Torneo de Honor)      |
| 1968    | Club Atlético Mitre (Torneo Anual)                  |
| 1969    | Club Atlético Central Córdoba (Torneo de Honor)     |
| 1969    | Club Atlético Central Córdoba (Torneo Anual)        |
| 1970    | Club Atlético Sarmiento (LB) (Torneo de Honor)      |
| 1970    | Club Atlético Central Córdoba (Torneo Anual)        |
| 1971    | Club Atlético Central Córdoba (Torneo de Honor)     |
| 1971    | Club Atlético Central Córdoba (Torneo Anual)        |
| 1971    | Club Atlético Central Córdoba (Torneo Provincial)   |
| 1972    | Club Atlético Central Córdoba (Torneo de Honor)     |
| 1972    | Club Atlético Agua y Energía (Torneo Anual)         |
| 1973    | Club Atlético Estudiantes (Torneo de Honor)         |
| 1973    | Club Atlético Estudiantes (Torneo Anual)            |
| 1974    | Club Atlético Estudiantes (Torneo de Honor)         |
| 1974    | Club Atlético Central Córdoba (Torneo Anual)        |
| 1975    | Club Atlético Central Córdoba (Torneo de Honor)     |
| 1975    | Club Atlético Sarmiento (LB) (Torneo Anual)         |
| 1975    | Club Atlético Central Córdoba (Clasificación)       |
| 1976    | Club Atlético Sarmiento (LB) (Torneo Anual)         |
| 1976    | Club Atlético Güemes                                |
| 1977    | Club Atlético Estudiantes                           |
| 1978    | Club Atlético Central Córdoba                       |
| 1979    | Club Atlético Güemes (Torneo Anual)                 |
| 1980    | Club Atlético Mitre (Torneo Apertura)               |
| 1980    | Club Atlético Estudiantes (Torneo Anual)            |
| 1981    | Club Atlético Estudiantes                           |
| 1982    | Club Atlético Sarmiento (LB)                        |
| 1983    | Club Atlético Central Córdoba (Torneo Apertura)     |
| 1983    | Club Atlético Unión Santiago (Torneo Anual)         |
| 1983    | Club Atlético Central Córdoba (Clasificación)       |
| 1984    | Club Atlético Central Córdoba (Torneo Apertura)     |
| 1984    | Club Atlético Sarmiento (LB) (Torneo Anual)         |
| 1984    | Club Atlético Central Córdoba (Clasificación)       |
| 1985    | Club Atlético Central Córdoba (Torneo Apertura)     |
| 1985    | Club Atlético Central Córdoba (Torneo Anual)        |
| 1985    | Club Atlético Güemes (Torneo Anual)                 |
| 1986    | Club Atlético Central Córdoba (Torneo Anual)        |
| 1986    | Club Atlético Mitre (Clasificación)                 |
| 1987    | Club Atlético Güemes (Torneo Anual)                 |
| 1988    | Club Atlético Unión Santiago (Torneo Apertura)      |
| 1988    | Club Atlético Central Córdoba (Revalida)            |
| 1988    | Club Atlético Unión Santiago (Torneo Anual)         |
| 1989    | Club Atlético Unión Santiago (Torneo Apertura)      |
| 1989    | Club Atlético Unión Santiago (Torneo Anual)         |
| 1989    | Club Atlético Mitre (Clasificación)                 |
| 1990    | Club Atlético Güemes (Clasificación)                |
| 1990    | Club Atlético Central Córdoba (Reválida)            |
| 1990    | Club Atlético Mitre (Torneo Anual)                  |
| 1991    | Club Atlético Unión Santiago                        |
| 1992    | Club Atlético Unión Santiago                        |
| 1993    | Club Sportivo Fernández (Torneo Anual)              |
| 1994    | Club Atlético Unión Santiago (Torneo Clausura)      |
| 1994    | Club Atlético Mitre (Torneo Anual)                  |
| 1995    | Club Atlético Unión Santiago (Torneo Clausura)      |
| 1995    | Club Atlético Central Córdoba (Torneo Anual)        |
| 1996    | Club Atlético Sarmiento (LB) (Torneo Clausura)      |
| 1996    | Club Atlético Güemes (Torneo Anual)                 |
| 1997    | Club Atlético Central Córdoba (Torneo Clausura)     |
| 1997    | Club Atlético Mitre (Torneo Anual)                  |
| 1998    | Club Atlético Mitre (Torneo Clausura)               |
| 1998    | Club Atlético Güemes                                |
| 1999    | Club Atlético Mitre (Torneo Clausura)               |
| 1999    | Club Atlético Unión Santiago (Torneo Anual)         |
| 2000    | Club Atlético Güemes (Torneo Clausura)              |
| 2000    | Club Atlético Sarmiento (LB) (Torneo Anual)         |
| 2001    | Club Central Argentino (LB) (Torneo Clausura)       |
| 2001    | Club Comercio Central Unidos (Torneo Anual)         |
| 2002    | Club Atlético Mitre (Torneo Clausura)               |
| 2002    | Club Central Argentino (LB) (Torneo Anual)          |
| 2003    | Club Atlético Sarmiento (LB) y Club Atlético Forres |
| 2004    | Club Central Argentino (LB) y Club Atlético Güemes  |
| 2005    | Club Atlético Sarmiento (LB) (Torneo Apertura)      |
| 2005    | Club Central Argentino (LB) (Torneo Clausura)       |
| 2006    | Club Atlético Sarmiento (LB) (Torneo Clausura)      |
| 2006    | Club Atlético Independiente (B) (Torneo Apertura)   |
| 2006    | Club Atlético Independiente (B) (Torneo Anual)      |
| 2007    | Club Atlético Mitre (Torneo Apertura)               |
| 2007    | Club Central Argentino (LB) (Torneo clausura)       |
| 2007    | Club Central Argentino (LB) (Torneo Anual)          |
| 2008    | Club Atlético Unión Santiago (Torneo Anual)         |
| 2009    | Club Atlético Sarmiento (LB) (Torneo Apertura)      |
| 2009    | Club Atlético Mitre (Torneo Clausura)               |
| 2009    | Club Atlético Mitre (Torneo Anual)                  |
| 2010    | Club Atlético Central Córdoba (Torneo Anual)        |
| 2011    | Club Atlético Güemes (Torneo Apertura)              |
| 2011    | Club Atlético Güemes (Torneo Clausura)              |
| 2012    | Club Atlético Unión Santiago                        |
| 2013    | Club Atlético Estudiantes (Copa Santiago)           |
| 2013    | Club Atlético Mitre (Torneo Anual)                  |
| 2013    | Club Atlético Mitre (Recopa)                        |
| 2014    | Club Atlético Mitre (Torneo Anual)                  |
| 2014    | Club Atlético Central Córdoba (Copa Santiago)       |
| 2014    | Club Atlético Güemes (Recopa)                       |
| 2015    | Nulo (Torneo Anual)                                 |
| 2015    | Club Atlético Vélez Sarsfield (SR) (Copa Santiago)  |
| 2015    | Club Atlético Independiente (F)                     |
| 2016    | Club Atlético Independiente (F)                     |
| 2017    | Club Atlético Sarmiento (LB) (Copa Santiago)        |
| 2017    | Club Atlético Güemes (Torneo Anual)                 |
| 2017    | Club Atlético Sarmiento (LB) (Recopa)               |
| 2018    | Club Sportivo Fernández (Copa Santiago)             |
| 2018    | Club Atlético Sarmiento (LB) (Torneo Anual)         |
| 2018    | Club Sportivo Fernández (Recopa)                    |
| 2019    | Club Atlético Vélez Sarsfield (SR) (Copa Santiago)  |
| 2019    | Club Atlético Vélez Sarsfield (SR) (Torneo Anual)   |
| 2019    | Club Atlético Vélez Sarsfield (SR) (Recopa)         |
| 2020    | No se disputó                                       |
| 2021    | No se disputó                                       |
| 2022    | No se disputó                                       |
| 2023    | Club Atlético Independiente (F) (Copa Santiago)     |
| 2023    | Club Atlético Central Córdoba (Copa de Plata)       |
| 2023    | Club Atlético Unión Santiago (Copa de Oro)          |
| 2024    | Club Central Argentino (Copa de Plata)              |
| 2024    | Club Atlético Unión Santiago (Copa de Oro)          |

## Palmarés
| Club                                      | Títulos |
| ----------------------------------------- | --- |
| Club Atlético Central Córdoba             | (48): (1945, 1957 (2), 1959 (2), 1960 (2), 1961 (2), 1962, 1963 (2), 1964 (2), 1965 (2), 1966, 1967, 1969 (2), 1970, 1971 (3), 1972, 1974, 1975 (2), 1976, 1978, 1980, 1981, 1983 (2), 1984 (3), 1985 (2), 1986, 1988 (Revalida), 1990 (Revalida), 1995, 1997, 1998, 1999, 2010, 2023) |
| Club Atlético Mitre                       | (35): (1913, 1916, 1917, 1921, 1926 (2), 1927 (2), 1928 (2), 1932 (2), 1935, 1936, 1956, 1962, 1966 (2), 1968, 1980, 1986, 1989, 1990, 1994, 1997, 1998 (2), 1999 (2), 2002, 2007 (2), 2009 (2), 2013 (2), 2014 (2), 2015 (2) (Nulo)                                                   |
| Club Atlético Sarmiento (La Banda)        | (25): (1932, 1934, 1937, 1947, 1982, 1984, 1987, 1996 (2), 1998 (2), 2002, 2003 (2), 2005 (2), 2006, 2007, 2009, 2010, 2017 (2), 2018) |
| Club Atlético Güemes                      | (23): (1946, 1948, 1955, 1966, 1976, 1979, 1985, 1987, 1990, 1993, 1996, 1997, 1998, 2000, 2004, 2007, 2011 (2), 2014, 2017) |
| Club Atlético Unión Santiago              | (21): (1983, 1988 (2), 1989, 1991 (3), 1992 (2), 1994 (3), 1995, 1999 (2), 2005, 2008 (2), 2012, 2023, 2024) |
| Club Central Argentino (La Banda)         | 15: (2024) |
| Club Atlético Estudiantes                 | (14): (1942, 1944, 1949, 1951, 1952, 1958, 1973 (2), 1974, 1977, 1980, 1981, 2003, 2013) |
| Club Comercio Central Unidos              | 12 |
| Club Atlético Vélez Sarsfield (San Ramón) | (4): (2015, 2019: Copa Santiago, Torneo Anual y Recopa) |
| Club Atlético Independiente (Fernández)   | (4): (2015, 2016, 2022, 2023: Copa Santiago) |
| Club Sportivo Fernández                   | (3): (1993, 2018: Copa Santiago y Recopa) |
| Club Atlético Independiente (Beltrán)     | (2) (2006: Torneo Anual y Clausura) |
| Club Atletico Forres                      | (1): (2003) |
| Club Atlético Agua y Energia              | (1): (1972) |

### Títulos de la selección
La selección de la Liga Santiagueña obtuvo los siguientes títulos:
| Competición                     | Títulos        |
| ------------------------------- | -------------- |
| Campeonato Argentino Interligas | 2 (1928, 1952) |
| Copa Doctor Carlos Ibarguren    | 1 (1952)       |